# Переяславский съезд (1374)
Съезд русских князей в Переяславле-Залесском (1374) — съезд русских князей, собранный московским и великим владимирским князем Дмитрием Ивановичем и способствовавший формированию коалиции русских княжеств, в том числе находившихся в составе Великого княжества Литовского, против Золотой Орды. Формальным поводом для съезда послужило крещение рождённого 26 ноября 1374 года второго сына Дмитрия, Юрия.

## Предпосылки
В начале 1374 года Дмитрий заключил мирные договоры с Михаилом тверским и Новгородом.
Фактический правитель Орды Мамай и его ставленник хан Мухаммед Бюлек в ходе борьбы за верховную власть в Орде с другими претендентами потребовали у Дмитрия Ивановича выплаты дани в повышенном размере, на что тот отреагировал прекращением выплат. Тем самым между Дмитрием и Мамаем началось "розмирие". Попытка Мамая расколоть союз Москвы и Суздаля провалилась: посол Мамая Сарайка был взят в плен в Нижнем Новгороде, его отряд уничтожен.
С начала 1370-х годов складывался союз великого князя литовского Ольгерда с Мамаем, в рамках которого была возобновлена выплата дани в Орду с владений великого княжества Литовского на Руси. Следствием этого стало недовольство населения и склонение знати этих земель к союзу с Москвой. В частности, в Брянске к власти вернулись Ольговичи, а смоленский князь Святослав Иванович перешёл на сторону Москвы.

## Съезд
Бяше съезд велик в Переяславли, отовсюду съехашася князи и бояре и бысть радость велика во граде Переяславле.

На съезд прибыл Дмитрий Суздальский с своею братиею и со княгинею и с дЪтми, и с бояре, и с слугами, митрополит Алексей и игумен Сергий Радонежский, который крестил Юрия Дмитриевича. Возможность определить круг участников Переяславского съезда даёт перечень князей, участвовавших в осаде Твери в следующем году.
Также существует версия о непосредственном отношении к съезду и некоторых членов литовской княжеской династии, до начала 1370-х годов находившихся в русле политики Вильно, но затем склонившихся к союзу с Москвой (Дмитрий Михайлович Боброк-Волынский — не позднее 1371; Андрей Ольгердович — соответственно не ранее 1372 и не позднее 1377; Дмитрий Ольгердович — не ранее 1372 и не позднее 1379/80). Именно осенью 1374 года подольские Кориатовичи (вероятно, братья Дмитрия Боброка) провели поход против одного из владетелей Мамаевой Орды, Темеря.
Задачу объединения для борьбы с Тверью съезд, судя по всему, не преследовал, поскольку в конце марта 1375 года уже в изменившейся политической обстановке для этой цели был организован другой съезд.